# 22才の別れ Lycoris 葉見ず花見ず物語
『22才の別れ Lycoris 葉見ず花見ず物語』（22さいのわかれ リコリス はみずはなみずものがたり）は、2007年8月18日に公開された大林宣彦監督の日本映画作品。大林の大分三部作の第2作である。『なごり雪』に続き伊勢正三作詞・作曲の楽曲「22才の別れ」をモチーフにして、母娘二代にわたる恋の物語を描く。

## 概要
本作は、現在(2000年代のある年)と過去(1970年代後半)を舞台に、主人公と2人の女性との恋愛物語が描かれている。
伊勢正三の出身地である津久見市で撮影が行われたほか、前作の主な舞台であった臼杵市、大分市などでもロケが行われている。
この作品は、南田洋子が芸能活動休止前に最後に撮影に臨んだ映画となり、結果的に映画作品の遺作となった。
タイトルにある「Lycoris」(リコリス)とは、ヒガンバナのことを指し、“葉見ず花見ず”はその別称である。また、作中で取り上げられている和歌の中の「壱師(いちし)の花」は、ヒガンバナを指すと言われている(諸説あり)。
ちなみに作中では、ヒガンバナ以外にも高校時代の葉子が乗る自転車や川野のために編んだマフラー、冒頭で花鈴が火を付けるろうそくや川野の自家用車など様々な場面で赤色の物が多用されている。
2006東京国際映画祭特別招待作品

## あらすじ
200X年秋のある夜、福岡市で暮らす・川野俊郎が自宅前の公園を通ると、顔見知りの若い女性・田口花鈴の姿を見つける。21才の誕生日を迎えた花鈴は故郷の“うすき竹宵”に見立ててロウソクの火を灯していたが、その日は彼女の母の命日でもあった。花鈴が自身と同じ大分県出身と知った川野が話を聞くと、彼女の母は川野の若い頃の恋人・北島葉子ということが判明する。葉子は東京で川野と同棲していたが別れてしまい、故郷で他の男性と結婚したが花鈴の出産時に亡くなったのだった。
27年前、大分の高校生だった川野は同級生の葉子に好意を寄せていたが、彼女は別の男子生徒に片思いしていた。内気な川野は、朗らかな葉子とクラスでも人気のその男子生徒の動向が気になるが、離れた場所からそっと様子をうかがうしかできない。そんなある日川野が、自転車のチェーンが外れて困る葉子を手助けしたことがきっかけで彼女と親しくなる。密かに葉子と付き合い始めた川野は、彼女に連れられてヒガンバナが咲く“リコリスの森”に時々訪れて楽しく会話する日々を送る。
高校卒業後、東京の大学に進学した川野は苦学生としてバイトをしながら、同じく上京した葉子と慎ましやかに同棲生活を送る。その後川野はそれなりに都会生活に馴染んでいくが、葉子は彼の知らぬ間に都会暮らしの疲れが徐々に溜まっていく。葉子の22才の誕生日を迎え川野がケーキを買って帰ると、彼女から「故郷に戻ってあなたのお嫁さんになりたい」と告げられる。しかし東京で働くことを夢見る川野は頷くことができず、ロウソクの火を吹き消した彼女は寂しそうに大分へと帰りそのまま破局してしまう。
(現在)花鈴から好意を寄せられた川野は、母娘との偶然の巡り合わせに驚きながらも彼女と付き合うことを決める。その後川野は花鈴と交流を深めるが、彼女は「今お金がなくてボロい自宅アパートを見られたくない」と彼が来るのを拒み続ける。しかしある日2人の交際を知る川野の知人から「花鈴さんがアパートから若い男と出てくるのを見た」と聞かされる。若い男が何者かを確かめることにした川野は、花鈴がいない時間に相手の男から話を聞くことに。
相手の男・浅野浩之は、「お金がなくて同級生の花鈴と上京して肩を寄せ合い同居人として支え合ってきた」と話すが、川野は彼が彼女を愛していることに気づく。その夜花鈴に会った川野は浩之と話したことを打ち明けた後、葉子との過去を話して「花鈴に僕たちと同じ失敗をしてほしくない」と告げる。花鈴と浩之が結ばれることを望んだ川野は、最後に葉子との思い出の場所である“リコリスの森”に花鈴と訪れ、彼女との恋にピリオドを打つのだった。

## キャスト
川野俊郎
演 - 筧利夫
1960年代生まれの43才。福岡在住の会社員。ドーンインターナショナル福岡支社に勤務しているが、以前は東京本社勤務だった。年収1,000万円以上の独身貴族として高級マンションで悠々自適に暮らしている。ひとりっ子で両親は既に他界しており、冒頭で自身が子供を作れない体質と知る。落ち着いた性格であまり自己主張しないタイプだが、花鈴からは「ハンサムで優しそう」と評される。恋愛に関しては、奥手なためプラトニックな付き合いをしてきた模様で、葉子とは5年以上付き合ったがキスすらしたことがない。趣味は鉄道模型で、自宅のリビングに並べた模型を時々走らせて眺めている。
田口花鈴（かりん）
演 - 鈴木聖奈
冒頭で21才になったばかりの女性。大分県臼杵市出身で川野の故郷の市とは隣同士。川野の自宅近くのコンビニの店員で客として来店する彼とは顔見知りだが、冒頭でバイトをクビになる。母・葉子の顔を知らぬまま育ったこともあり、母のことを「あの人」と呼んでいる。父の反対を押し切って福岡に出てきたが、現在は金欠状態で“春風荘”という安アパートで暮らしている。将来の夢は素敵な人と結婚することだが、出産時に母を亡くしたことから今の所結婚しても子供を産むつもりないと考えている。実家にいた頃に父がよく歌っていたことから、「22才の別れ」を自然と覚え冒頭で口ずさむ。
若き日の川野俊郎
演 - 寺尾由布樹
16才。大分県津久見市出身で市内にあるとされる美浜高校に通う。高校では葉子と同じクラスに所属。人知れず葉子に好意を持っているが、真面目で内気な性格で引っ込み思案なためいつも少し離れた場所から眺めるだけでなかなか声をかけられないでいる。高校時代に葉子との交際を経て東京の大学に進学し、苦学生として配送センターでバイトしながら彼女と同棲生活を送る。葉子の好きな短歌(葉子の欄)が載る市販の本を高校時代に買い、自身にとっても思い出の和歌となりその後の人生で時々読み返すようになる。
北島葉子
演 - 中村美玲
高校時代の川野の恋人で後の花鈴の母。川野と同じく津久見市で暮らす。自身の名前について「“言の葉”の葉子」として気に入っている。朗らかな性格で友達も多いが、心の中に芯の強さも持つ。ヒガンバナが大好きで、地元でその花が群生する“リコリスの森”に時々訪れている。高校の短歌愛好会に所属し、短歌では特に柿本人麻呂の歌がお気に入り。中学生の頃に「22才の別れ」の曲を知って好きになり時々レコードで聞くようになった。指でする編み物が得意でマフラーなどを編める。高校卒業後川野と同じく東京の大学に進学し、彼の自宅アパートで家事をして貧しい同棲生活を支え合う。

### 1970年代のシーンに登場する人
相生（あいおい）
演 - 細山田隆人
サッカーが得意で高校で男女から人気のある生徒。葉子から好意を持たれており、彼女が編んだ白いマフラーを贈られる。京都にある大学の経済学部への進学を目指す。その後川野に電話をかけ、葉子が死んだことを伝える。父はセメント産業が盛んな津久見市でセメント工場の重役をしており、現在相生は父の仕事を引き継いでいる。
電話を取り次ぐ男
演 - 立川志らく
学生時代の川野が住むアパートの大家らしき人。ある時川野宛の電話を取次ぐが、聞いてもいないのに「残念でした。(女からの電話ではなく)相手は男の声」と余計なことを言う。
配送センターの中年男
演 - 山田辰夫
団地「多摩ニュータウン」地区の配送を任された新人の川野に「騙されたな。そこの担当は大変だぞ」と告げる。
配送センターの若者
演 - 三浦景虎
同僚から「お前本なんて読まないだろ？」と尋ねられ、「『なんとなくクリスタル』は読みました」と答える。
配送センターの責任者
演 - 中原丈雄
従業員の配送区域を決める人。上京して間もなくまだ土地勘がない川野から配送地区を相談されて、大規模団地で階段の上り下りが大変なことを隠して多摩ニュータウン地区の配送を勧める。
車を運転する人
演 - 蛭子能収
浅野が交通誘導を担当する道路を車で通り掛かる。浅野の不手際で危うく周りの車にぶつけそうになったため、「チンタラチンタラ変な車の停め方するんじゃねー」と文句を言う。
俊郎の母
演 - 根岸季衣
ひがしつくみ駅のすぐ目の前の一軒家で俊郎と暮らしている。ある日息子が帰宅するやいなや若い娘(葉子)から贈られた赤いマフラーを自室で試しに巻いているのを見て、息子が恋する年頃になったと知りからかう。
田辺恭子
演 - 南田洋子 ※遺作
団地「多摩ニュータウン」に住むお婆さん。荷物を届けにきた川野を見て、過去に学生運動をする息子に心配させられたことを語る。
白バイの警官
演 - 河原さぶ
交通パトロール中、スピード違反を犯した川野を目撃して車に並走して停止を求める。バナナを食べながら車を運転する川野に「バナナ食べてる場合じゃないよ」と声をかける。
ケーキ屋の奥さん
演 - 左時枝
ケーキ屋で働くおばさん。ある日の夕方ホールケーキを買いに来た川野が仕送り前でお金が足りないと言ったため、ケーキを値引きして売ってあげる。

### 現在のシーンに登場する人
浅野浩之
演 - 窪塚俊介
花鈴の高校時代からの同級生。フリーターで普段は交通警備員のバイトをしているが、年収が少ないため春風荘で花鈴と同居し質素な生活を送っている。高校卒業後ウェブデザイナーになる夢を持って家を飛び出し上京した。高校時代に花鈴に一目惚れし彼女と同じくクラスに所属し途中まで同じ帰り道だったため接点も多かったが、彼女に好意を持っていることは隠している。その後花鈴の幸せを考えて身を引くべきか悩み始める。
藤田有美（ゆみ）
演 - 清水美砂
川野と同じ会社の秘書課で働く。
36歳で川野と同じ世代で60年代生まれ。3年以内に会社を辞めて結婚し子供を生んで公園デビューすることを決める。川野とは異性の友人として、仕事帰りに時々焼き鳥屋で夕食を摂ったり、温泉施設のマッサージを受けるなどしている。60年代生まれであることを強く意識しており、これまで人生で一番大事な頃とされる20代後半でバブル崩壊の憂き目に遭ったり、仕事では団塊の世代と団塊ジュニアに挟まれる辛さなどを、“1960年代症候群”と称して甚平に力説する。
やきとり屋甚平
演 - 長門裕之
川野と有美が仕事終わりに食事をする店の主人。ある日客として来た有美から、60年代生まれの人たちが受けてきた不遇の話やその影響でどう育ってきたかをかいつまんで話をされる。それ以外にも様々な人と見せに来る川野たちの会話を耳にし、時々自身も会話に加わる。ちなみに新入社員だった川野は、杉田に連れられて自身の店に訪れそれ以降常連客となった。3人の息子と2人の娘を持つ。
松島専務
演 - 峰岸徹
川野の上司で彼に目をかけている。59歳で団塊の世代。川野に3年間上海支社への転勤を命じ、それなりに業績を上げて帰国すれば東京本社取締役に昇進することを告げる。後日上海行きの答えを出せない川野に発破をかける。
医師
演 - 岸部一徳
冒頭で川野を診断し、非閉塞性無精子症であることを告げるが、彼から冗談なのか本気かは不明だが「女遊びし放題ですね」と言われて呆気にとられる。
杉田部長
演 - 三浦友和
川野の先輩社員。早くに結婚したこともあり30歳になる子供がいる。川野が福岡で働き始めた頃から仕事の相談に乗ったり愚痴を聞くなど世話してきた。川野たちの前に姿を隠していたが、警備会社をする同級生からの頼みで月に数回交通誘導の警備員のアルバイト(浅野の警備会社とは無関係)をして小遣い稼ぎしている。妻と2人の息子がおり、子どもたちの将来などに問題を抱えながらも明るく努めている。
藤田有美に恋する男
演 - 斉藤健一（ヒロシ）
職場の後輩社員か学生時代の後輩かは不明だが以前から有美に憧れており、「藤田先輩」と呼んでいる。愛車はBMWで、ある日ようやく有美とのドライブデートにこぎつける。その後も有美と2人でスナックに訪れるなどデートするようになる。
花鈴の父
演 - 村田雄浩
臼杵市の一軒家で2人の息子(花鈴の異母弟たち)と暮らしている。若くして結婚し早くに死んだ葉子を自身の家の墓に入れるのも不憫に感じ、彼女を故郷に帰したいとの思いから津久見市の見晴らしの良い墓地に墓を建てた。フォークソング世代なこともあり、妻が好きだった「22歳の別れ」をギターで弾ける。　母のことを知りたがる花鈴のために時々葉子が口ずさんでいた「22才の別れ」を歌っていた。不器用な性格を自認している。葉子と結婚したが、花鈴の出産時に妻を亡くした。

演 - 小形雄二

## スタッフ
- 監督・編集：大林宣彦
- 原案：伊勢正三
- 脚本：南柱根、大林宣彦
- 音楽：山下康介、學草太郎、伊勢正三
- 撮影：加藤雄大
- 美術：竹内公一
- VFX：マリンポスト、キュー・テック、日本映像クリエイティブ
  - VFX協力：早稲田大学、早稲田大学芸術科学センター、本庄国際リサーチパーク研究推進機構
- 撮影協力：大分県、大分市、臼杵市、津久見市、竹田市、福岡市、大分市ロケーションオフィス、大分市教育委員会、福岡フィルムコミッション、別府市観光協会　津久見市教育委員会、津久見市観光協会　ほか
- エグゼクティブプロデューサー：大林恭子、頼住宏
- ラインプロデューサー：大林恭子
- coプロデューサー：山崎輝道、安井ひろみ
- 製作者：鈴木政徳

## 劇中歌
主題歌「22才の別れ」
作詞、作曲：伊勢正三／原曲は、1975年に風(伊勢が所属したフォークデュオ)が歌唱した。
エンドロールで臼杵市の竹宵の映像をバックに、伊勢がこの歌をギターで弾き語りする。
「真っ赤な太陽」
作詞：吉岡治／作曲：原信夫／原曲は、1967年に美空ひばりとジャッキー吉川とブルー・コメッツが歌唱した。
俊郎の母が自宅で高校生の息子の前でこの歌を歌う。
「別れても好きな人」
作詞、作曲：佐々木勉／1979年にロス・インディオス&シルヴィアがカバーした曲として知られる。
有美と斉藤がライブバーまたは、カラオケスナック店に訪れ、バンドの演奏に合わせて2人で歌唱する。

## 製作
窪塚俊介は2005年の『火火』を観た大林監督に抜擢されたものだが、2秒のカットに2時間かけたり、長回しのワンカットをあっという間に撮り終えたり、時間という概念に捉われない演出に「こんな現場があるのか！」と衝撃を受けたと話している。

## ロケ地
- JR九州日豊本線日代駅 - 劇中の東津久見駅
- 津久見市立日代中学校 - 劇中の津久見美浜高校
- 七ツ森古墳群 - 大分県竹田市